# 오키나와 요리

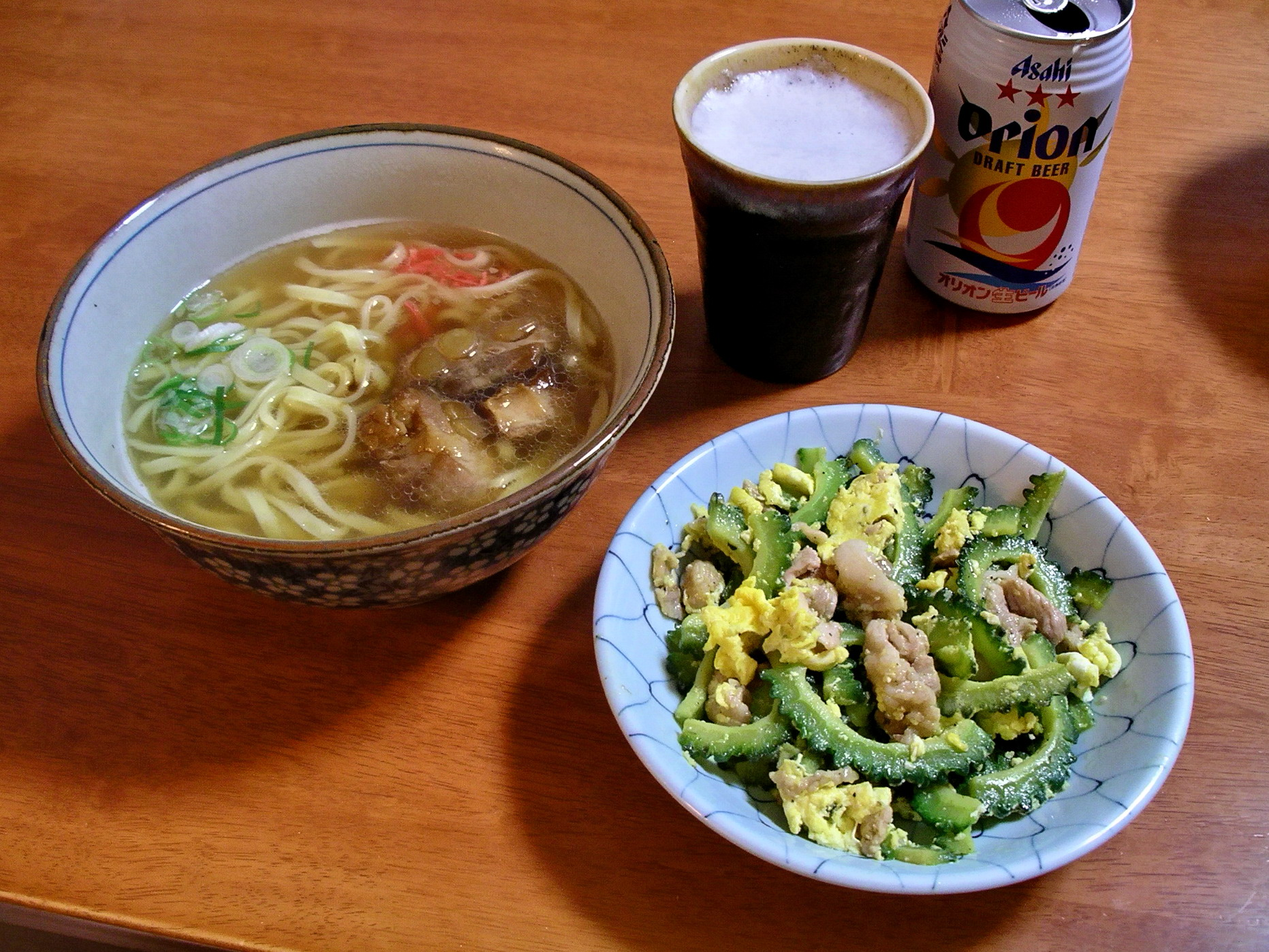

오키나와 요리(Okinawa料理, 오키나와어: うちなーりょうり 우치나료리, 일본어: 沖縄料理 오키나와료리[*])는 일본 오키나와현 고유의 음식을 가리킨다. 류큐  요리(Ryukyu料理, 오키나와어: るーちゅーりょうり 루추료리, 일본어: 琉球料理 류쿠료리[*])라고도 부르는데, 이 경우엔 류큐 왕국 시절의 궁중요리를 가리키는 경우로 별도의 의미로 쓰이는 일이 많다.

## 개요
오키나와현의 요리는 일본 타지역과는 다르게 사계절이 불분명한 기후로서 본토에서 일반적인 음식자재를 구할 수 없는(재배불가) 경우가 많은 한편, 오키나와만의 식자재도 보이며 여기에 사용되는 채소류가 본토와 조금 달라서 버섯류의 사용이 적다. 또한 일본 본토보다는 향신료를 많이 쓰지만, 일반적인 열대 도서지역보다는 향신료를 적게 쓰는 편이다. 바다에 둘러싸인 다도현(多島縣)이긴 하지만 그에 비례하여 생선요리가 그다지 발달되어 있지 않은 점도 특징중 하나이다. 이에 반해 본토에서 불교 철학에 기반한 왕명으로 19세기 말까지 1200년간 금지된 육식이 오키나와에는 영향을 미치지 않아, 돼지고기 요리가 널리 발달해왔다.
역사적으로 인도, 동남아, 중국의 복건 성과 대만 요리의 영향을 많이 받았고, 사쓰마 지역 요리와 조선 요리의 영향도 발견된다. 역사적 내력에 의해 식자재의 유통경로와 교역상대가 변화한 것도 오키나와 요리의 특징에 영향을 미치고 있다. 기후가 벼농사에 적합하지 않은 풍토로 제2차 세계대전 이전에는 고구마를 주식으로 하였으며 전후에도 한참동안 미군이 배급하는 밀가루에 의존하였다.